# Marie-Charlotte Hippolyte de Campet de Saujon
Pour les articles homonymes, voir Boufflers.
Marie-Charlotte Hippolyte de Campet de Saujon, par son mariage comtesse de Boufflers, née le 6 septembre 1725 à Rouen où elle est morte le 28 novembre 1800, est une salonnière et femme de lettres française.

## Biographie
Fille de Charles-François de Saujon, baron de la Rivère, et de Louise-Angélique de Barberin de Reignac, elle épouse, le 15 février 1746, le comte Édouard de Boufflers-Rouverel, capitaine de cavalerie au régiment de Bellefond. Ils ont un fils, Louis-Édouard de Boufflers-Rouverel (mort en 1746).
Peu après son mariage, elle devient dame de compagnie de la duchesse de Chartres. Au Palais-Royal, elle fait la connaissance du frère de cette dernière, le prince de Conti, dont elle ne tarde pas à devenir la maîtresse puis plus tard celle du marquis Pierre-Marie de Grave.
Après une brouille avec la famille d’Orléans, elle vient s’installer dans un petit hôtel particulier de l’enclos du Temple, voisin du palais du Grand prieur. Jusqu’en 1789, elle tient un salon brillant, haut lieu de l’anglomanie à Paris. Elle reçoit les Encyclopédistes comme Denis Diderot, David Hume, Grimm, l’abbé Prévost, l’abbé Morellet, Beaumarchais, Jean-Jacques Rousseau, qui la traite de « belle parleuse:146 ». Entourée, fêtée, Mme du Deffand la surnomme l’« Idole du Temple »,:144.
En 1763, elle se rend à Londres à l’occasion des négociations de paix, pour accompagner la femme de l’ambassadeur de France, Mme d’Usson. Elle y est fêtée et fait la connaissance de Samuel Johnson et d’Horace Walpole, avec qui elle se lie et qu’elle reçoit à Paris et au château de Stors, mis à sa disposition par le prince de Conti, après la mort de Mme Panneau d’Arty, en 1765.
Elle ignore Versailles, où elle ne se rend qu’en 1750, à l’occasion de la mort de son beau-père, et n’est présentée officiellement, par son amie la maréchale de Luxembourg, qu’en 1770.
Au décès de son mari, en octobre 1764, elle espère pouvoir épouser son amant, le prince de Conti, mais finit par renoncer à ce projet.
En 1773, la comtesse de Boufflers achète une maison de campagne à Auteuil, où elle se retire à la mort du prince de Conti, en 1776. L'ancien cercle du Temple s’y retrouve jusqu’en 1789. Ce château de Boufflers est l'actuel site de la villa Montmorency. Elle-même sert d’agent au roi de Suède Gustave III. Selon la tradition, elle arrange le mariage, en 1786, de Germaine Necker avec le baron de Staël, ambassadeur de Suède:146.
Elle possède, par ailleurs, le château de La Rivière à Fronsac (vendu en 1794).
Arrêtée durant la Terreur, elle est acquittée par le tribunal révolutionnaire, le 7 juillet 1794, mais, retenue en prison, elle ne recouvra la liberté qu’après la chute de Robespierre. Elle sort ruinée de la Révolution.
Elle a composé quelques ouvrages de littérature et des poésies légères, dans lesquelles La Harpe a vu une tournure plus piquante.